# Terenci Valent
Terenci Valent (en llatí Terentius Valens) va ser un metge romà.
Andròmac el jove reprodueix una de les seves fórmules mèdiques i es creu per això que va viure segurament al segle i aC o potser una mica abans. Escriboni Llarg diu que ell mateix va tenir un company de nom Valent quan eren deixebles d'Appuleu Cels, però no és segur que sigui la mateixa persona. Celi Aurelià esmenta una obra anomenada Curationes d'un metge de nom Valens physicus.